# فينتسيسلاف يوردانوف
فينتسيسلاف يوردانوف هو لاعب كرة قدم بلغاري في مركز الدفاع، ولد في 15 يناير 1986 في بلغاريا. لعب مع لودوغورتس رازغراد.

## وصلات خارجية
- فينتسيسلاف يوردانوف على موقع قاعدة بيانات كرة القدم.إي يو (الإنجليزية)